# Districte d'Etah
El districte d'Etah és una divisió administrativa d'Uttar Pradesh, divisió d'Agra, amb capital a Etah. La superfície és de 4.446 km² i la població de 2.224.998 habitants.
Administrativament està format per sis tehsils amb 1610 pobles, i 15 blocks de desenvolupament:
- 1. Aliganj
- 2. Amanpur
- 3. Awagarh
- 4. Ganj Dundwara
- 5. Jaithara
- 6. Jalesar
- 7. Kasganj
- 8. Marehra
- 9. Nidhauli Kalan
- 10. Patiyali
- 11. Sahawar
- 12. Sakit
- 13. Shitalpur
- 14. Sidhpura
- 15. Soron

El lloc més interessant del districte és el Patna Bird Sanctuary al tehsil de Jalesar, establert el 1990, on s'acullen a l'hivern més de 200 espècies d'ocells.

## Història
Algunes restes arqueològiques acrediten l'existència a la zona d'importants citats als primers segles de l'era cristiana. Els ahirs i bhars que van poblar la zona foren seguits pels rajputs i segurament va formar part del regne de Kanauj fins que fou conquerit pels musulmans.
La principal ciutat de la regió era Patiali al nord. El 1017 Mahmud de Gazni va atacar el regne de Kanauj i segurament va ocupar Etah en la seva marxa. Muizz al-Din Muhammad de Ghor, al final del segle xii, va tornar a la zona i va lluitar contra el raja rathor Jai Chand prop del Jumna a la comarca d'Agra. La zona fou sotmesa llavors als governadors musulmans de Kanauj o de Koil i no va retornar a mans dels hindús, però la població està poc sotmesa i s'oirganitzava en bandes de lladres i bandolers i la situació va restar endèmica.
Ghiyath al-Din Balban el sultà de Delhi, va visitar Patiali el 1270; com que la pagesia de la zona estava en estat de revolta, hi va deixar una guarnició per a protegir els mercaders i caravanes que eren atacats pels grups organitzats; més expedicions foren necessàries als següents anys. Al segle xv fou escenari de la lluita entre Delhi i Jaunpur sent ocupada per un i altre bàndol repetidament. Bahlul Shah Lodi (1452-1489) va morir a Sakit el 1489 de les ferides rebudes en batalla amb els rajputs.
Akbar va haver de continuar les expedicions a la zona; va incloure la regió en els sarkars de Kanauj, Koil i Budaun. Al segle xviii la regió va caure en mans dels nawabs Bangash de Farrukhabad i després una bona part va passar al nawab d'Oudh fins a l'ocupació britànica del 1801-1802. Llavors la regió fou distribuïda entre diversos districtes (Etawah, Farukhabad, Aligarh, i Moradabad). El 1811 es va decidir fixar un oficial europeu a Patiali amb jurisdicció criminal; però la situació no millorava i els robatoris i atacs als camins encara es produïen, sobretot per part dels ahirs i aheriyes que tenien un sistema organitzat de saqueig i dels dakditis que actuaven en bandes; el territori estava cobert de jungla i cobert de fortaleses de fang, amb rases i muralles als costats i era díficial de dominar; els mateixos cap de banda consideraven una falta de respecte l'exigencia de pagaments d'impostos si la petició no anava acompanyada d'una expedició militar. El 1845 es va establir la subdivisió de Patiali a un subcol·lector i un magistrat adjunt al front
El 1856 la subdisvisió va esdevenir districte i la capital fou traslladada a Etah, més accessible, que li va donar nom. El 1857 en esclatar el motí dels sipais a Meerut es va iniciar una època de tensió; amb la rebel·lió de Aligarh les tropes natives van deixar la ciutat i es van unir al rebels, i el governador, sense forces per resistir un possible atac, va considerar prudent la retirada; el districte fou abandonat el 7 de juny i l'oficialitat va arribar a Agra sense incidents. Damar Singh, Raja d'Etah, es va proclamar com a sobirà al sud del districte però altres aspirants al govern van aparèixer a altres llocs; cap a finals de juliol el rebel nawab de Farrukhabad va quedar en possessió de quasi tot el districte durant uns mesos. Quan la columna del general Greathed que venia de Delhi, es va acostar a la zona, els rebels es van retirar; Cocks fou nomenat comissionat especial per Etah i Aligarh però no disposava de forces suficients per assegurar el control i els rebels van restar en possessió de Kasganj. El 15 de desembre de 1857 el coronel Seaton amb una columna, va atacar als rebels a Gangiri, al districte d'Aligarh, i els va derrotar ocupant Kasganj; vers la meitat del 1858 la situació estava totalment sota control britànic.
El districte tenia 4.499 km². La població, repartida en 18 ciutats i 1466 pobles era:
- 1872: 829.118
- 1881: 756.523
- 1891: 701.679
- 1901: 863.948

Administrativament estava format per quatre tahsils o talukes: 
- Etah
- Kasganj
- Aliganj
- Jalesar

Les quatre municipalitat aleshores eren Kasganj, Jalesar, Soron, i Etah, que era la capital del districte i del tahsil. Aquest darrer tenia 1274 km² i una població (1901) de 259.733 habitants repartits en 463 pobles i 4 ciutats entre les quals Etah (8.796 habitants el 1901) i Marahra (8.622).

## Jaciments arqueològics
Atranji Khera i Bilsar han estat identificades amb la Pi-lo-shan-na visitada pel peregrí Hiuen Tsiang al segle VII. A Bilsar s'han trobat dos pilars amb inscripcions de Kumaragupta (datades vers 415). A Nuh Khera s'han trobat força restes budistes; aquesta ciutat és una de les principals dels gitanos. Restes musulmanes importants s'han trobar a Marahra i Sakit. Les ciutats més antigues com Etah, Patiali, Sarai Aghat i Soron, inclouen diverses edificacions de notable antiguitat.